# World Series of Poker 1987
Le World Series of Poker 1987 furono la diciottesima edizione della manifestazione. Si tennero dal 1º al 17 maggio presso il casinò Binion's Horseshoe di Las Vegas.
Il vincitore del Main Event fu Johnny Chan.

## Eventi preliminari
| Evento                               | Vincitore          | Premio   | Ultimo giocatore eliminato |
| ------------------------------------ | ------------------ | -------- | -------------------------- |
| $1.000 Ace to Five Draw              | Bob Addison        | $96.400  | Don Williams               |
| $5.000 Deuce to Seven Draw con rebuy | Billy Baxter       | $153.000 | Joe Petro                  |
| $1.000 Limit Omaha                   | T. J. Cloutier     | $72.000  | Robert Turner              |
| $5.000 Seven card stud               | Artie Cobb         | $142.000 | Don Williams               |
| $1.000 Seven Card Stud               | Jim Craig          | $103.600 | Al Anderson                |
| $2.500 Pot Limit Omaha               | Hal Kant           | $174.000 | Lyle Berman                |
| $1.500 Limit Hold'em                 | Ralph Morton       | $189.000 | Jack Keller                |
| $1.000 Seven Card Stud Split         | Joe Petro          | $93.200  | Gene Fisher                |
| $5.000 Seven Card Razz               | Carl Rouss         | $65.200  | Mark Mitchell              |
| $500 Ladies' Seven Card Stud         | Linda Ryke-Drucker | $16.800  | Barbara Putterman          |
| $1.500 No Limit Hold'em              | Hilbert Shirey     | $171.600 | Lee Wosk                   |

## Main Event
I partecipanti al Main Event furono 152. Ciascuno di essi pagò un buy-in di 10.000 dollari.

### Tavolo finale
| Piazzamento | Nome            | Premio   |
| ----------- | --------------- | -------- |
| 1°          | Johnny Chan     | $625.000 |
| 2°          | Frank Henderson | $250.000 |
| 3°          | Bob Ciaffone    | $125.000 |
| 4°          | James Spain     | $68.750  |
| 5°          | Howard Lederer  | $56.250  |
| 6°          | Dan Harrington  | $43.750  |